# Parque Nacional Galápagos

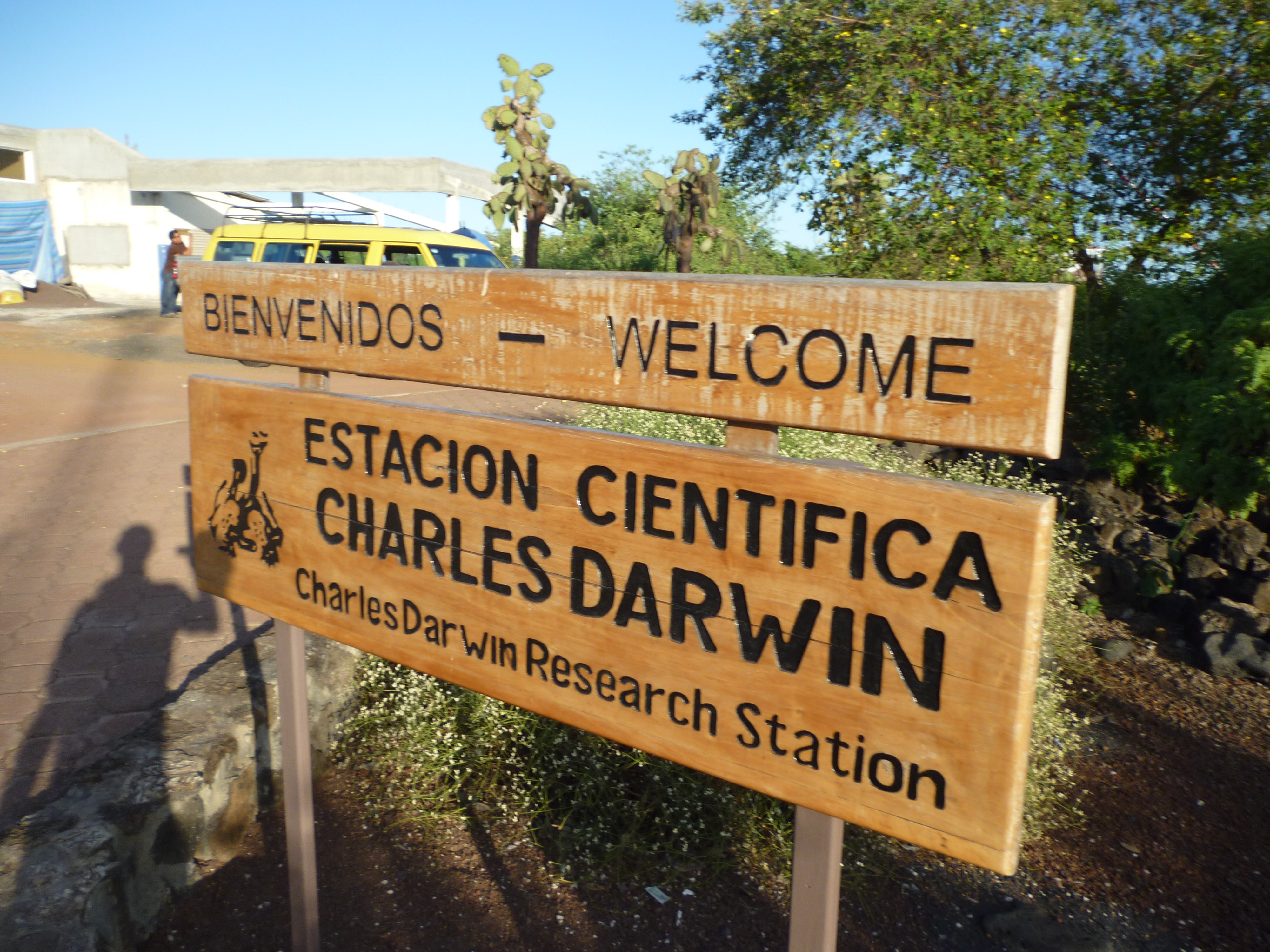
Entrada da Estação Científica Charles Darwin

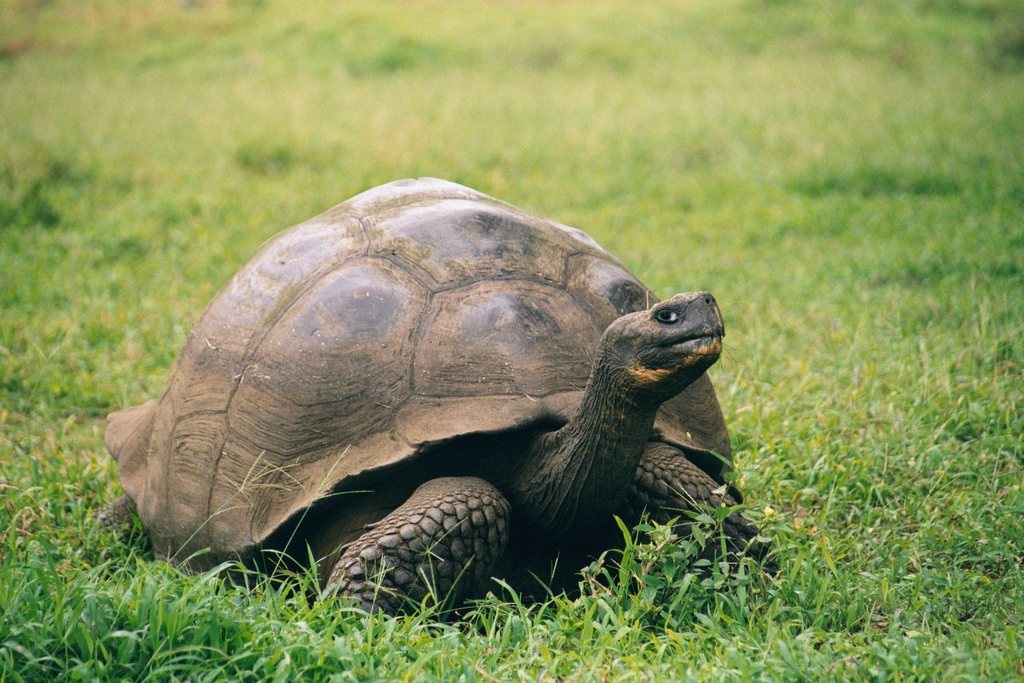
Uma tartaruga-das-galápagos

O Parque Nacional Galápagos é uma área de preservação natural do Equador, localizada nas ilhas que lhe dão o nome, o arquipélago de Galápagos.
As ilhas foram descobertas em 1535, quando o navio que levava o bispo do Panamá, frei Tomás de Berlanga, se desviou de sua rota quando vinha do Panamá em direção ao Peru, e logo chamaram a atenção dos exploradores pela grande quantidade de tartarugas-gigantes que ali viviam, que passaram a ser caçadas em massa para fornecer carne e óleo para os marinheiros. Charles Darwin visitou o arquipélago em 1835, surpreendendo-se com as características únicas da fauna local, cujo estudo contribuiu para que ele formulasse sua teoria da evolução das espécies.
A distância das Galápagos de qualquer outra terra firme, estando a cerca de mil km da costa oeste da América do Sul, mais as fortes correntes oceânicas em seu redor e os ventos que sopram entre as várias ilhas, isolaram o arquipélago em conjunto e cada ilha individualmente, tornando-os laboratórios vivos da evolução das espécies. A sua importância como um refúgio natural para muitas espécies endêmicas levou o governo equatoriano a criar nelas um Parque Nacional em 1959, com uma área que cobre 97% da sua extensão, ficando de fora apenas as áreas já urbanizadas e transformadas pela agricultura. Pelos mesmos motivos as Galápagos foram declaradas pela Unesco Patrimônio Mundial em 1979, e Reserva da Biosfera em 1985. Em 1987 uma área de 15 milhas náuticas em torno do arquipélago foi transformada na Reserva Biológica Marinha Galápagos, com 70 mil km², expandidos em 1998 para 130 mil km².
O grupo é de origem vulcânica e ainda tem atividade sísmica e vulcânica, e é composto de 13 ilhas principais e mais de cem ilhotas e rochedos emersos, numa área total de cerca de 7 900 km². As ilhas maiores tipicamente são constituídas de um cone de vulcão rodeado de baixadas, que se estendem até o litoral, que pode ser arenoso ou rochoso. Suas maiores altitudes podem chegar a quase 2 mil m, e sua topografia acidentada criou condições para o aparecimento de ecossistemas bastante diferenciados, favorecendo a evolução de uma grande variedade de criaturas únicas em todo o mundo. A fauna endêmica conta com várias espécies de invertebrados, répteis e aves, incluindo a tartaruga-das-galápagos, iguanas marinhos e terrestres, o cormorão-das-galápagos e 13 espécies de tentilhão-de-Darwin, além do único pinguim a viver em latitudes equatoriais, o pinguim-das-galápagos.
Contudo, a biodiversidade local sofre com a competição de mais de mil espécies invasoras animais e vegetais introduzidas pelo homem, como o pombo-comum, vespas, mosquitos e formigas, cavalos, cabras e ratos, a quina, a goiabeira e a amoreira, além de ter sofrido historicamente pela caça predatória e pela destruição do ambiente, e hoje está ameaçada pelo crescimento do turismo. Em anos recentes vários projetos vêm buscando recompor o ambiente degradado, erradicar espécies invasoras e recuperar as populações nativas, alguns deles com apreciável sucesso. Não obstante, mais de 50% de suas plantas vasculares nativas ainda são consideradas oficialmente ameaçadas e quase 50% de seus vertebrados estão em idêntica situação.